# Festival del cinema africano, d'Asia e America Latina di Milano 2010
La 20ª edizione del Festival del cinema africano, d'Asia e America Latina di Milano ha avuto luogo dal 15 al 21 marzo 2010.

## Film in concorso

### Concorso lungometraggi Finestre sul Mondo
- Adieu Gary di Nassim Amaouche (Algeria/Francia)
- Dowaha di Raja Amari (Svizzera)
- Janala di Buddhadeb Dasgupta (India)
- La mosca en la ceniza di Gabriela David (Argentina)
- Les Feux de Mansaré di Mansour Sora Wade (Senegal)
- Moloch Tropical di Raoul Peck (Haiti/Francia)
- Norteado di Rigoberto Perezcano (Messico/Spagna)
- Third Person Singular Number di Mostofa Sarwar Farooki (Bangladesh)
- Une vie toute neuve di Ounie Lecomte (Corea del Sud/Francia)

### Concorso per il miglior film africano
- Adieu Gary di Nassim Amaouche (Algeria/Francia)
- Dowaha di Raja Amari (Svizzera)
- Fantan Fanga di Adama Drabo e Ladji Diakité (Mali)
- Heliopolis di Ahmad Abdalla (Egitto)
- Les Feux de Mansaré di Mansour Sora Wade (Senegal)
- Ramata di Léandre-Alain Baker (Congo/Senegal/Francia)

### Concorso documentari Finestre sul mondo
- Chou sar? di Eid De Gaulle (Libano/Palestina/Francia)
- Congo in Four Acts di Patrick Ken Kalala, Kiripi Katembo Siku Divita Wa Lusala e Dieudo Hamadi (Rep. Dem. del Congo/Sudafrica)
- El ambulante, di Eduardo de la Serna, Lucas Marcheggiano e Adriana Nidia Yurcovich (Argentina)
- Enemies of the People di Thet Sambath e Rob Lemkin (Cambogia/Regno Unito)
- Eyes Wide Open - A Journey Through Today's South America di Gonzalo Arijon (Uruguay/Francia)
- Sea Point Days di François Verster (Sudafrica)
- Tambores de água. Un encuentro ancestral di Clarissa Duque (Venezuela/Camerun)
- Un conte de faits di Hichem Ben Ammar (Tunisia)
- Zahra di Mohammad Bakri (Palestina)

### Concorso cortometraggi africani
- Atlantique di Mati Diop (Senegal/Francia)
- Des enfants dans les arbres di Bania Medjbar (Algeria/Francia)
- Il était une fois l'indépendance di Daouda Coulibaly (Mali/Francia)
- La Raison de l'autre di Foued Mansour (Algeria/Francia)
- Maibobo di Yves Montand Niyongabo (Ruanda)
- Négropolitain di Gary Pierre Victor (Guadalupa/Francia)
- Retour, vers un point d'équilibre di Nadia Chouieb (Algeria/Francia)
- Souvenirs encombrants d'une femme de ménage di Dani Kouyaté (Burkina Faso)
- The Last Voyage di Riaan Hendricks (Sudafrica)
- Un transport en commun (Saint Louis Blues) di Dyana Gaye (Senegal/Francia)

## Fuori concorso
- Al Mosafer di Ahmed Maher (Egitto)
- C.A.R.A. Italia di Dagmawi Yimer (Italia)
- Cuccarazza di Les Lascars (Francia)
- From Somewhere to Nowhere di Villi Hermann (Svizzera)
- Il colore delle parole di Marco Simon Puccioni (Italia)
- Il giro delle città di Sandra Gugliotta (Argentina/Italia)
- La trappola di Lemnaouer Ahmine (Italia)
- La voce del sangue di Giuseppe Carrieri (Italia)
- Mugabe and the White African di Andrew Thompson e Lucy Bailey (Regno Unito/Sudafrica/Zimbabwe/Namibia)
- Piombo fuso di Stefano Savona (Italia)
- Pramont: une deuxième chance di Carole Roussopoulos e Marco Ranocchi (Svizzera)
- Precious di Lee Daniels (USA)
- Which Way Home di Rebecca Cammisa (USA/Messico)

## Sezione speciale: 20 anni di festival
- Les Silences du palais di Moufida Tlatli (Tunisia)
- L'uomo sulla banchina ( L'homme sur les quais) di Raoul Peck (Haiti)
- Pièces d'identités di Mweze Ngangura (Rep. Dem. del Congo/Francia/Belgio)
- Sango Malo di Émile Bassek Ba Kobhio (Camerun)
- Sankofa di Hailé Gerima (Etiopia/USA)
- Tilaï di Idrissa Ouédraogo (Burkina Faso)

## Sezione speciale: Forget Africa
- BZV di Kevin Jerome Everson (USA/Rep. Dem. del Congo)
- Cameroon Love Letter (For Solo Piano) di Khavn De La Cruz (Filippine/Camerun)
- Kumbukumbu za mti uunguao di Sherman Ong (Malaysia/Tanzania/Paesi Bassi/Singapore)
- Kuyenda N'kubvina di Deborah Stratman (USA/Malawi)
- Nairobi Notes di Edwin (Indonesia/Kenya)
- No Woman Born di Tan Chui Mui (Malaysia/Sudafrica)
- Rwanda: Take Two di Pia Sawhney (USA/Ruanda)
- Sarah And Omelga di Tan Chui Mui (Malaysia/Sudafrica)
- Slam Video Maputo di Ella Raidel (Austria/Mozambico)
- Sunday School di Joanna Vasquez Arong (Filippine/Cina/Zambia)
- Tranzania. Living. Room. di Uli Schüppel (Germania/Tanzania)
- Unreal Forest di Jakrawal Nilthamrong (Thailandia/Zambia)
- Where Are You Taking Me? di Kimi Takesue (USA/Uganda)

## Sezione tematica: Africa nel pallone
- Entre la coupe et l'éléction di Monique Phoba Mbeka e Guy Kabeya Muya (Rep. Dem. del Congo/Benin)
- Fahrenheit 2010 di Craig Tanner (Australia/Sudafrica)
- Il mercato della Coppa d'Africa di Corrado Zuino (Italia)
- Le Ballon d'or di Cheikh Doukouré (Francia/Guinea)
- More Than Just a Game di Junaid Ahamed (Sudafrica)
- Streetballs di Demetrius Wren (USA/Sudafrica)
- Zanzibar Soccer Queens di Florence Ayisi (Regno Unito/Tanzania)

## Premi

### Premi ufficiali
- Miglior lungometraggio Finestre sul Mondo: Une vie toute neuve di Ounie Lecomte (Corea del Sud/Francia)
- Miglior Film Africano: Dowaha di Raja Amari (Svizzera)
- Miglior documentario Finestre sul Mondo: ex aequo a:
  - Un conte de faits di Hichem Ben Ammar (Tunisia)
  - Zahra di Mohammad Bakri (Palestina)
- Miglior cortometraggio africano: Un transport en commun (Saint Louis Blues) di Dyana Gaye (Senegal/Francia)

### Premi speciali
- Premio “Città di Milano” al lungometraggio più votato dal pubblico: Une vie toute neuve di Ounie Lecomte (Corea del Sud/Francia)
- Premio CEM-Mondialità al miglior cortometraggio: Négropolitain di Gary Pierre Victor (Guadalupa/Francia)
- Premio CINIT-CIEMME: Un transport en commun (Saint Louis Blues) di Dyana Gaye (Senegal/Francia)
- Premio CUMSE: Maibobo di Yves Montand Niyongabo (Ruanda)
- Premio ISMU: Des enfants dans les arbres di Bania Medjbar (Algeria/Francia)
- Premio SIGNIS (OCIC e UNDA): Moloch Tropical di Raoul Peck (Haiti/Francia)
  - Menzione speciale a: Maibobo di Yves Montand Niyongabo (Ruanda)
- Premio Razzismo Brutta Storia: La trappola di Lemnaouer Ahmine (Italia/Algeria)

## Giurie

### Concorso lungometraggi Finestre sul mondo
- Inge Feltrinelli – editrice – Italia
- Isabella Ferrari – attrice - Italia
- Ahmed Maher – regista – Egitto

### Concorso Miglior film africano
- Maurizio Porro – critico cinematografico – Italia
- Cristina Battocletti – giornalista – Italia
- Barbara Sorrentini – giornalista – Italia

### Concorso documentari Finestre sul mondo
- Elisa Marincola – giornalista – Italia
- Nicolas Feodoroff – critico d'arte e cinema - Francia
- Federica Masin – attrice e sceneggiatrice – Italia